# In Japan
Ne doit pas être confondu avec In Japan!.
Albums de Mr. Big
Actual Size
(2001) Back To Budokan
(2009)
In Japan est le septième album live du groupe de hard rock Mr. Big. Il fut enregistré à Tokyo le 5 février 2002. Il y a eu une édition limitée de 100 000 unités contenant des bonus (photos, dates de tournées ainsi qu'une discographie complète).

## Liste des titres
1. Intro – 0:53
2. Lost in America – 4:20
3. Daddy, Brother, Lover, Little Boy – 3:48
4. Shine – 3:48
5. Price You Gotta Pay – 6:25
6. Superfantastic – 3:59
7. Alive and Kickin – 5:25
8. Suffocation – 7:16
9. Static – 4:26
10. Dancin' With My Devils – 3:48
11. To Be with You – 3:38
12. Electrified – 4:50
13. Addicted to That Rush – 6:54
14. Blame It on My Youth – 6:00

## Membres et production
- Eric Martin – Chant
- Richie Kotzen – Guitare
- Billy Sheehan – Basse
- Pat Torpey – Batterie
- Tom Size - Ingénieur, mixeur